# Solent Sky
Solent Sky (autrefois Southampton Hall of Aviation) est un musée de l'aviation de Southampton, dans le comté de Hampshire.
Il s'efforce de présenter l'essor de l'aviation à Southampton, la région du détroit de Solent et le Hampshire, en mettant l'accent sur l'un des joyaux de l'industrie régionale, Supermarine aircraft company, et ses appareils vedettes, l'hydravion Supermarine S.6B et le Supermarine Spitfire, conçu par R. J. Mitchell. Il y est aussi question des courses d'hydravion et de la Coupe Schneider, organisées à deux reprises à Calshot Spit, et de l’hydravion à coque qui desservait l'île.
Les collections du Solent Sky vivent grâce aux subventions de la fondation R. J. Mitchell Memorial Museum Limited, qui se propose de « promouvoir la culture du public dans le domaine de l'aviation en créant et en entretenant un musée, mémorial perpétuel à l’œuvre de R. J. Mitchell, concepteur de l'hydravion S6B, lauréat du trophée Schneider, et du Spitfire ».

## Expositions

### Appareils présentés
Parmi les avions du musée, il faut mentionner :
- Avro 504J - Reconstitution
- Britten-Norman BN-1

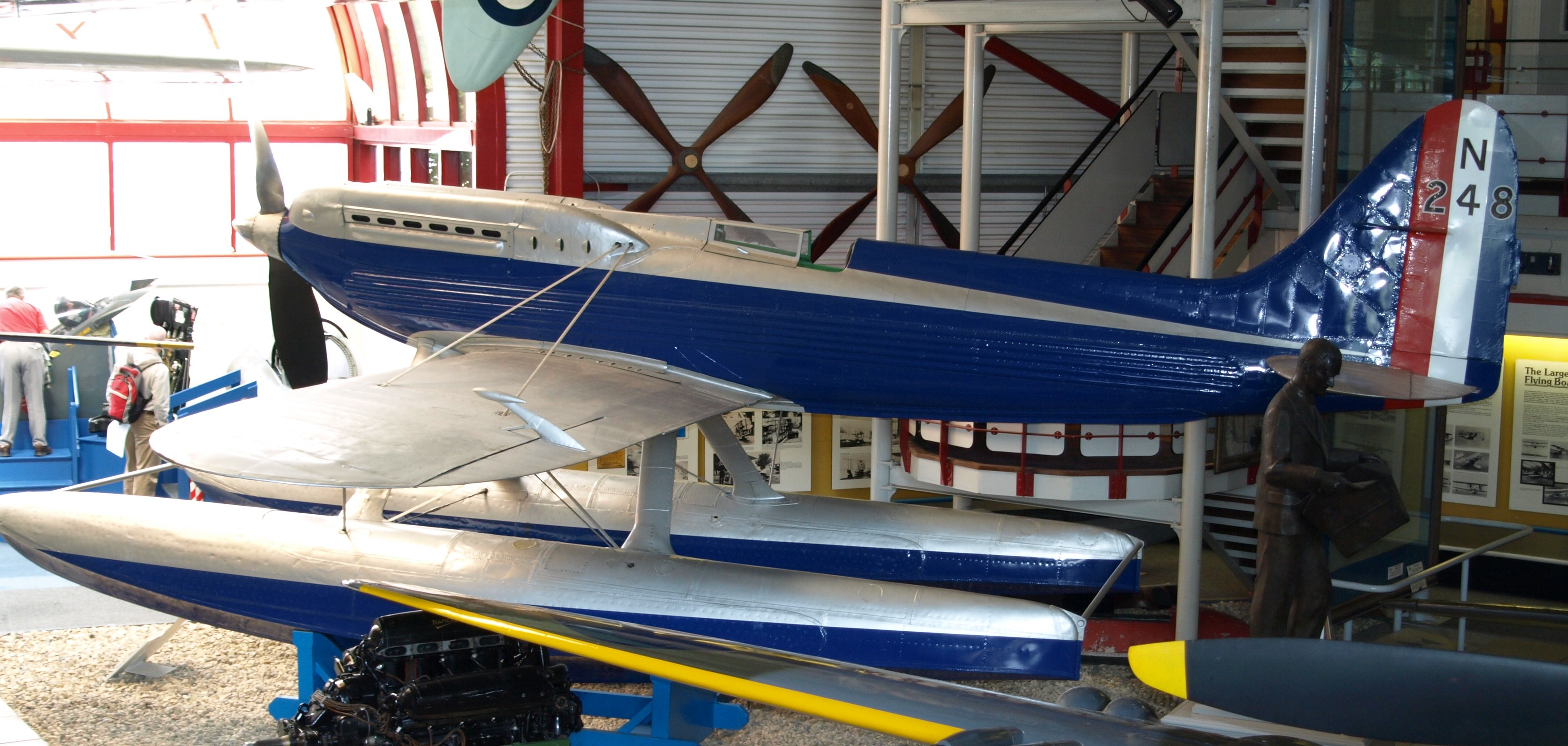
Un hydravion Supermarine S.6A, N248.

- de Havilland Sea Vixen FAW Mk.1 - XJ476
- de Havilland Tiger Moth
- de Havilland Vampire
- Folland Gnat
- Hawker Siddeley Harrier GR.3 - coupe du cockpit. Modifié pour qu'il ressemble à un Harrier FRS.1
- Mignet HM.14 « Pou-du-Ciel »
- Saro Skeeter (x 2)
- Saunders-Roe SR.A/1 - TG263
- Short Sandringham S.25/V - VH-BRC, Beachcomber
- Slingsby Grasshopper
- Slingsby Tandem Tutor
- SUMPAC
- Supermarine S.6A - N248, qui concourut pour la Coupe Schneider en 1929
- Supermarine Seagull - ogive uniquement
- Supermarine Spitfire F.24 - PK683
- Supermarine Swift - coupe du cockpit.
- Wight Quadruplane - Reconstitution

### Collection de moteurs et de réacteurs

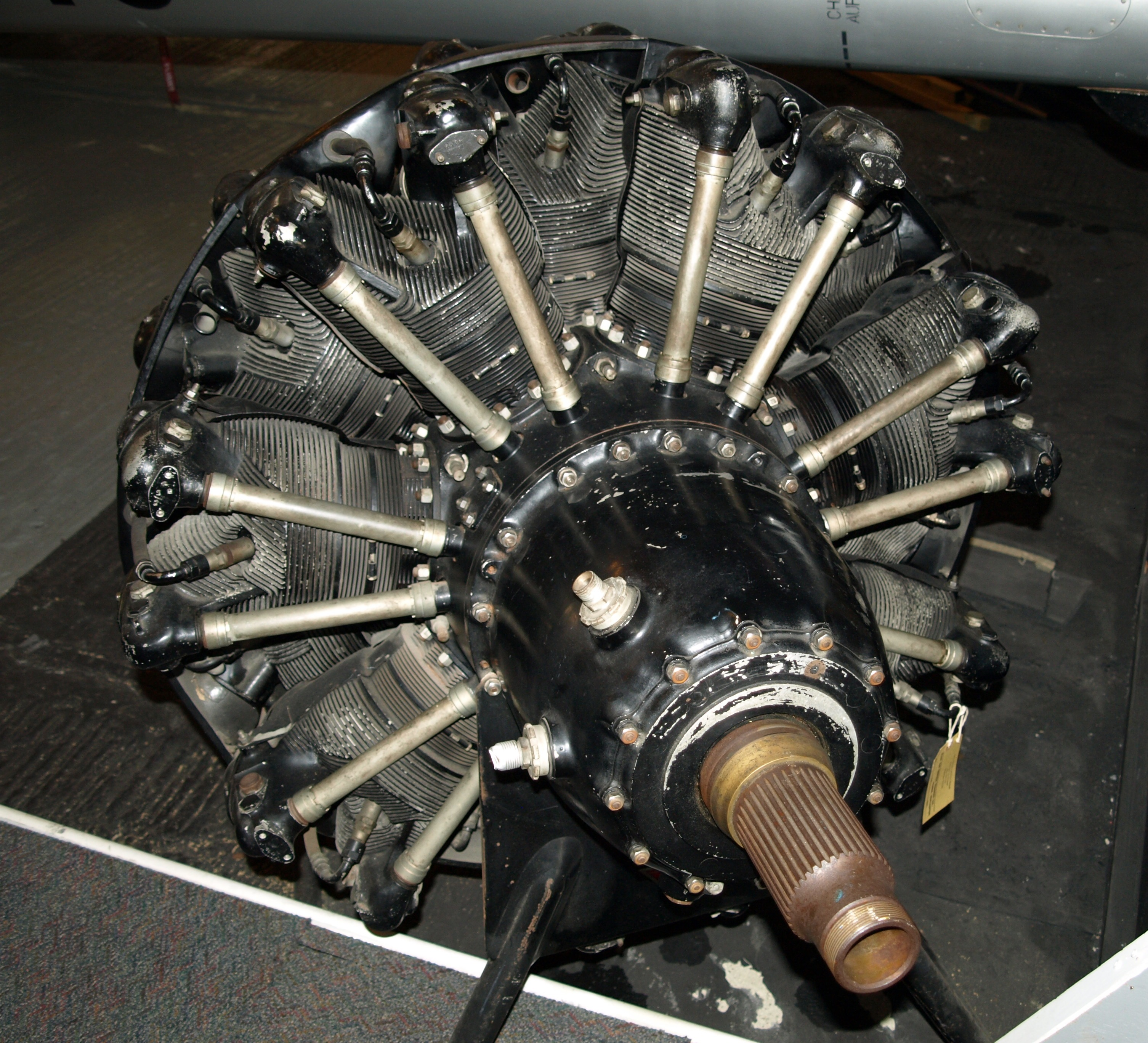
Un Alvis Leonides Major.

- Alvis Leonides
- Alvis Leonides Major
- Bristol Siddeley Orpheus
- Bristol Proteus
- de Havilland Gipsy Major
- Metrovick Beryl
- Napier Gazelle
- Napier Lion
- Napier Naiad
- Napier Sabre
- Napier Scorpion
- Rolls-Royce/Continental 0-300
- Rolls-Royce Derwent
- Rolls-Royce Merlin

## Voir également
- (en) Cet article est partiellement ou en totalité issu de l’article de Wikipédia en anglais intitulé « Solent Sky » (voir la liste des auteurs).
- Liste des musées aéronautiques par pays
- Site consacré à l'ingénieur R. J. Mitchell
- Profil du musée selon Aviation Museums of the World
- Guide du musée sur le site Aeroflight